# Mittleres Löschfahrzeug
Das Mittlere Löschfahrzeug (Abkürzung: MLF) (auch Staffellöschfahrzeug – StLF genannt) ist ein in Deutschland nach DIN genormtes Feuerwehrfahrzeug. Es existieren jedoch in Hessen auch per Richtlinie genormte Abwandlungen vom MLF bzw. StLF (siehe unten).

## Mittleres Löschfahrzeug
Das Mittlere Löschfahrzeug (von 2008 bis 2012 Staffellöschfahrzeug StLF 10/6 genannt) ist mit einer Gruppenbeladung ausgestattet, um in der ersten Welle bei einem Brandeinsatz den Erstangriff durchzuführen oder im kleinen bis mittleren Rahmen technische Hilfe zu leisten. Grundsätzlich sollte das MLF die Lücke zwischen dem LF 10 und Tragkraftspritzenfahrzeug mit Wasser (TSF-W) schließen. Das MLF ist in DIN 14530-25 genormt. Seit 2018 beträgt die zulässige Gesamtmasse 9 Tonnen. Zuvor waren maximal 7,5 Tonnen, bei bestimmter zusätzlicher Beladung 8,5 Tonnen, erlaubt.
In Rheinland-Pfalz ist im Rahmen des Zuwendungsrechts für alle Mittleren Löschfahrzeuge ein Löschwasservorrat von 1000 l vorgeschrieben. Ein solcher Fahrzeugtyp war in Rheinland-Pfalz bereits vor Einführung der DIN 14530-25 per Technischer Richtlinie festgelegt. Die Technische Richtlinie wurde mit Erscheinen der DIN-Norm zurückgezogen.

## Staffellöschfahrzeug 20
Basierend auf dem MLF wurde in Hessen eine Richtlinie für ein StLF 20 erlassen, das als Nachfolger für das TLF 16/25 dient und dem bayerischen TLF 3000-St ähnelt. Das StLF 20 verfügt über einen Löschwasservorrat von mindestens 2500 l. Außerdem wurden Optionen vom MLF wie Schaum oder Kettensäge beim StLF 20 Pflicht.

## Staffellöschfahrzeug 20 (zur Vegetationsbrandbekämpfung)
2020 wurde die Richtlinie überarbeitet, wobei unter anderem die Typbezeichnung (vorher StLF 20/25) geändert wurde. Des Weiteren wurde das Fahrzeuggewicht von 14.500 kg auf 16.000 kg erhöht und es muss nun ein ausfahrbarer Lichtmast verbaut werden. 2023 wurde die Richtlinie um ein StLF 20-V ergänzt, das u. a. über einen 3000-Liter-Wassertank und eine Zusatzbeladung für Vegetationsbrände verfügen muss. Die StLF 20(-V) sind nicht nach DIN typisiert.